# Coronidopsis serenei
Coronidopsis serenei is een bidsprinkhaankreeftensoort uit de familie van de Eurysquillidae. De wetenschappelijke naam van de soort is voor het eerst geldig gepubliceerd in 1973 door Moosa.